# ليل الشتاء (مسلسل)
ليل الشتاء مسلسل تلفزيوني عراقي.

## الممثلون
- حافظ لعيبي.
- مقداد عبد الرضا.
- حيدر منعثر.
- بهجت الجبوري.
- خليل الرفاعي.
- رائد محسن.
- عادل عثمان.
- كريم محسن.
- آلاء شاكر.
- فوزية حسن.
- إيناس طالب.
- ستار خضير.[1]